# خرده‌پولی از بهشت
خرده‌پولی از بهشت (انگلیسی: Pennies from Heaven) یک مجموعهٔ تلویزیونی درام موزیکال بریتانیایی است که در سال ۱۹۷۸ منتشر شد.

## بازیگران
- باب هاسکینز
- شریل کمبل
- جما کریون
- کنت کولی
- پیتر کلیر
- رونالد فریزر
- فیلیپ لوک
- فیلیپ جکسون
- نایجل هیورز
- فردی جونز
- پیتر بولز